# Cyrtandra giffardii
Cyrtandra giffardii är en tvåhjärtbladig växtart som beskrevs av Joseph Rock. Cyrtandra giffardii ingår i släktet Cyrtandra och familjen Gesneriaceae. IUCN kategoriserar arten globalt som starkt hotad. Inga underarter finns listade i Catalogue of Life.